# بنكسية بريسية
بنكسية بريسية (الاسم العلمي:Banksia preissii) هي نوع غير مؤكد من النباتات تتبع جنس البنكسية من الفصيلة البروطية.